# Смитис, Оливер
Оливер Смитис (англ. Oliver Smithies; 23 июля 1925, Уэст-Йоркшир, Англия — 10 января 2017, Чапел-Хилл, США) — англо-американский генетик. Лауреат Нобелевской премии по физиологии или медицине (2007) — за открытие принципов введения специфических генных модификаций у мышей с использованием эмбриональных стволовых клеток (метод Нокаут гена).
Член Национальной академии наук США (1971), иностранный член Лондонского королевского общества (1998).

## Биография
По его собственным словам, его интерес к науке зародился от раннего знакомства с радио и телескопами. В 1951 году в Оксфорде ему была присвоена степень магистра MA, а позднее там же — степень доктора философии DPhil по физиологии. С 1953 по 1960 годы работал в медицинской исследовательской лаборатории в Торонтском университете, а с 1960 по 1988 годы — в лаборатории университета Висконсин-Мэдисон. С 1988 года профессор лаборатории патологии и лабораторной медицины университета Северной Каролины. С помощью разработанных им методик он проводил генетические исследования мышей.
Он и Марио Капекки, независимо друг от друга, совершили важные открытия в области специфических генных модификаций у мышей с использованием эмбриональных стволовых клеток.
В 2016 году О. Смитис подписал письмо с призывом к Greenpeace, Организации Объединенных Наций и правительствам всего мира прекратить борьбу с генетически модифицированными организмами (ГМО).
Почётный фелло оксфордского Баллиол-колледжа. Президент Общества генетиков Америки в 1975 году.

## Награды
- 1990 — Международная премия Гайрднера, «For the discovery, development and application of gel electrophoresis methods that allow the separation and identification of specific proteins and nucleic acids.»[10]
- 1993 — Награда Северной Каролины[англ.]
- 1993 — Международная премия Гайрднера, «For pioneering work in the use of homologous recombination to generate targeted mutations in the mouse.»[11]
- 1994 — Премия Альфреда Слоуна[англ.]
- 2001 — Премия Альберта Ласкера за фундаментальные медицинские исследования (совместно с Марио Капекки и Мартином Эвансом), «For the development of a powerful technology for manipulating the mouse genome with exquisite precision, which allows the creation of animal models of human disease.»[12]
- 2002 — Премия Мэссри (совместно с Марио Капекки)
- 2002/3 — Премия Вольфа по медицине (совместно с Марио Капекки), «For their contribution to the development of gene-targeting, enabling elucidation of gene function in mice.»
- 2005 — Премия фонда «March of Dimes» по биологии развития (совместно с Марио Капекки), «For the development of gene targeting in mice as a means of determining how genes function.»[13]
- 2007 — Нобелевская премия по физиологии или медицине (совместно с Марио Капекки и Мартином Эвансом), «За открытие принципов введения специфических генных модификаций у мышей с использованием эмбриональных стволовых клеток.»[14]
- 2007 — Медаль Томаса Ханта Моргана
- 2009 — Золотая медаль[англ.] Американского института химиков[англ.]